# Ross Tower
Ross Tower (voorheen Lincoln Plaza) is een wolkenkrabber in Dallas, Verenigde Staten. Het gebouw, dat aan 500 North Akard Street staat, werd voltooid in 1984 en is gebouwd door JRB Associates.

## Ontwerp
Ross Tower is 176,48 meter hoog en telt 45 verdiepingen. Het heeft een totale oppervlakte van 109.041 vierkante meter. Een standaard verdieping heeft een oppervlakte van ongeveer 2.323 vierkante meter. Het gebouw is ontworpen door HKS, Inc. en bekleed met graniet en donker glas.
De lobby van het gebouw bestaat uit een atrium van twee verdiepingen met marmeren vloeren. In het gebouw vindt men naast 29 personenliften en 2 goederenliften, ook een Starbucks en een conferentie centrum voor 125 personen.